# Lumbini (province)
La province de Lumbini (en népalais : लुम्बिनी प्रदेश Lumbini pradesh)  est l'une des sept provinces du Népal. 

## Géographie
Butwal est la ville la plus peuplée et Deukhuri, située dans le district de Dang, en est le chef-lieu.

## Histoire
Créée en 2015 par la nouvelle Constitution, elle est appelée Province no 5 de manière transitoire avant de prendre le nom de Lumbini le 6 octobre 2020 en référence à l'un des quatre lieux saints du bouddhisme. Le petit village avait donné son nom auparavant à une des 14 zones administratives.

## Administrative subdivisions
La province de Lumbini est divisée en douze districts :
1. District d'Arghakhanchi
2. District de Banke
3. District de Bardiya
4. District de Dang
5. District de Rukum
6. District de Gulmi
7. District de Kapilvastu
8. District de Nawalparasi
9. District de Palpa
10. District de Pyuthan
11. District de Rolpa
12. District de Rupandehi